# Reserva de Reabastecimento de Caranguejos
A Reserva de Reabastecimento de Caranguejos é um parque nacional em Andros, nas Bahamas. O parque foi estabelecido em 2002 e tem uma área de 16 quilóemtros quadrados.

## Flora e fauna
O parque oferece habitat para caranguejos terrestres.